# Paul Ziemiak
Paul Ziemiak (ur. 6 września 1985 w Szczecinie jako Paweł Ziemiak) – niemiecki polityk pochodzenia polskiego, działacz CDU i od 8 grudnia 2018  do 22 stycznia 2022 sekretarz generalny partii. 
Od września 2014 był federalnym przewodniczącym chadeckiej młodzieżówki Junge Union (pol. Młoda Unia). W wyborach 2017 został wybrany do Bundestagu z ramienia CDU.

## Życiorys
Urodził się w Polsce jako syn małżeństwa lekarzy. W 1988 jego rodzice wraz z nim i jego starszym bratem zdecydowali się wsiąść na prom do Travemünde i przeprowadzić na stałe do Niemiec. Rodzina Ziemiaków uzyskała obywatelstwo niemieckie jako tzw. deutsche Aussiedler, czyli niemieccy przesiedleńcy. Początkowo rodzina zamieszkała w obozie dla przesiedleńców w Unna-Massen, a później osiadła na stałe w Iserlohn w Nadrenii Północnej-Westfalii. Gdy Ziemiak miał 22 lata, w wyniku choroby nowotworowej zmarła jego matka.
Po ukończeniu szkoły z internatem Ziemiak studiował prawo na uniwersytetach w Osnabrück i Münster. Dwukrotnie nie zdał egzaminu państwowego pierwszego stopnia i nie ukończył studiów. Następnie rozpoczął studia na uczelni prywatnej Business and Information Technology School w Iserlohn, której również nie ukończył. Do czasu wyboru do Bundestagu Ziemiak pracował dorywczo dla firmy świadczącej usługi doradcze i audytorskie PricewaterhouseCoopers w Düsseldorfie.
W 1999 wstąpił do Junge Union, młodzieżowej organizacji CDU, a w 2001 – także do samej CDU. W latach 1999–2001 był pierwszym przewodniczącym nowo utworzonego Parlamentu Dzieci i Młodzieży w Iserlohn. W 2002 został członkiem rady powiatowej Junge Union w powiecie Märkischer Kreis. W 2006 został wybrany do zarządu krajowego Junge Union w kraju związkowym Nadrenia Północna-Westfalia. W 2009 objął kierownictwo powiatowej organizacji Junge Union Południowej Westfalii. Od 2011 był przewodniczącym CDU Iserlohn i członkiem zarządu grupy radnych CDU w radzie miasta Iserlohn. Był również członkiem powiatowego komitetu wykonawczego CDU Południowej Westfalii. W dniu 25 listopada 2012 Ziemiak został wybrany na przewodniczącego Junge Union w najludniejszym niemieckim landzie, Nadrenii Północnej-Westfalii, i sprawował ten urząd do 15 listopada 2014.
We wrześniu 2014 kandydował na stanowisko przewodniczącego Junge Union przeciwko Benedictowi Pötteringowi, synowi byłego szefa Parlamentu Europejskiego, Hansa-Gerta Pötteringa. Ziemiak wygrał 63% głosów i stał się następcą Philippa Mißfeldera, który ponownie nie kandydował. 14 października 2016 na ogólnokrajowym zgromadzeniu Junge Union w Paderborn Ziemiak został ponownie wybrany na przewodniczącego, uzyskując 85% głosów. Wyczyn ten powtórzył po raz kolejny również w październiku 2018, gdy uzyskał 91,1% głosów, co było najlepszym wynikiem w historii.
W lutym 2017 Ziemiak został oddelegowany przez Landtag Północnej Westfalii do 16. Zgromadzenia Federalnego do spraw wyboru prezydenta Republiki Federalnej Niemiec. Na początku lipca 2016 został w okręgu wyborczym Herne – Bochum II kandydatem do wyborów federalnych w 2017, jako następca byłej kandydatki CDU, Ingrid Fischbach. Podobnie jak jego poprzedniczka, Ziemiak wszedł do Bundestagu z listy krajowej. W Bundestagu Ziemiak został członkiem Komisji Spraw Zagranicznych, m.in. sprawozdawcą ds. terroryzmu międzynarodowego.
Kiedy na 31. Kongresie Partyjnym 8 grudnia 2018 Annegret Kramp-Karrenbauer została wybrana na przewodniczącego CDU, na swojego następcę na stanowisku sekretarza generalnego CDU zaproponowała właśnie Ziemiaka. Został wtedy wybrany jako jedyny kandydat z 62,8% głosów delegatów. 33-letni Ziemiak, zaliczany do prawego skrzydła w swojej partii, został najmłodszym w historii sekretarzem generalnym CDU. Przyjmując to stanowisko, został zobowiązany do rezygnacji ze stanowiska przewodniczącego Junge Union. Jest przewodniczącym niemiecko-polskiej grupy parlamentarnej niemieckiego Bundestagu.
Ziemiak jest członkiem zarządu federalnego CDU.

## Życie prywatne
Żonaty, ma syna. Potrafi rozmawiać po polsku. Swoje nazwisko wymawia według wymowy niemieckiej „Cimiak”.

## Publikacje
- Die Zukunftsmacher: 40 kluge Köpfe unter 40 und wohin sie unser Land führen wollen (Twórcy przyszłości: 40 mądrych głów poniżej czterdziestki i dokąd chcą zaprowadzić nasz kraj): Posłowie Wolfgang Schäuble: Econ-Verlag Berlin 2017 : ISBN 978-3-430-20248-0.